# Île Amourou
L’île Amourou est une île de Nouvelle-Calédonie appartenant administrativement à Thio.